# Glaucidium passerinum

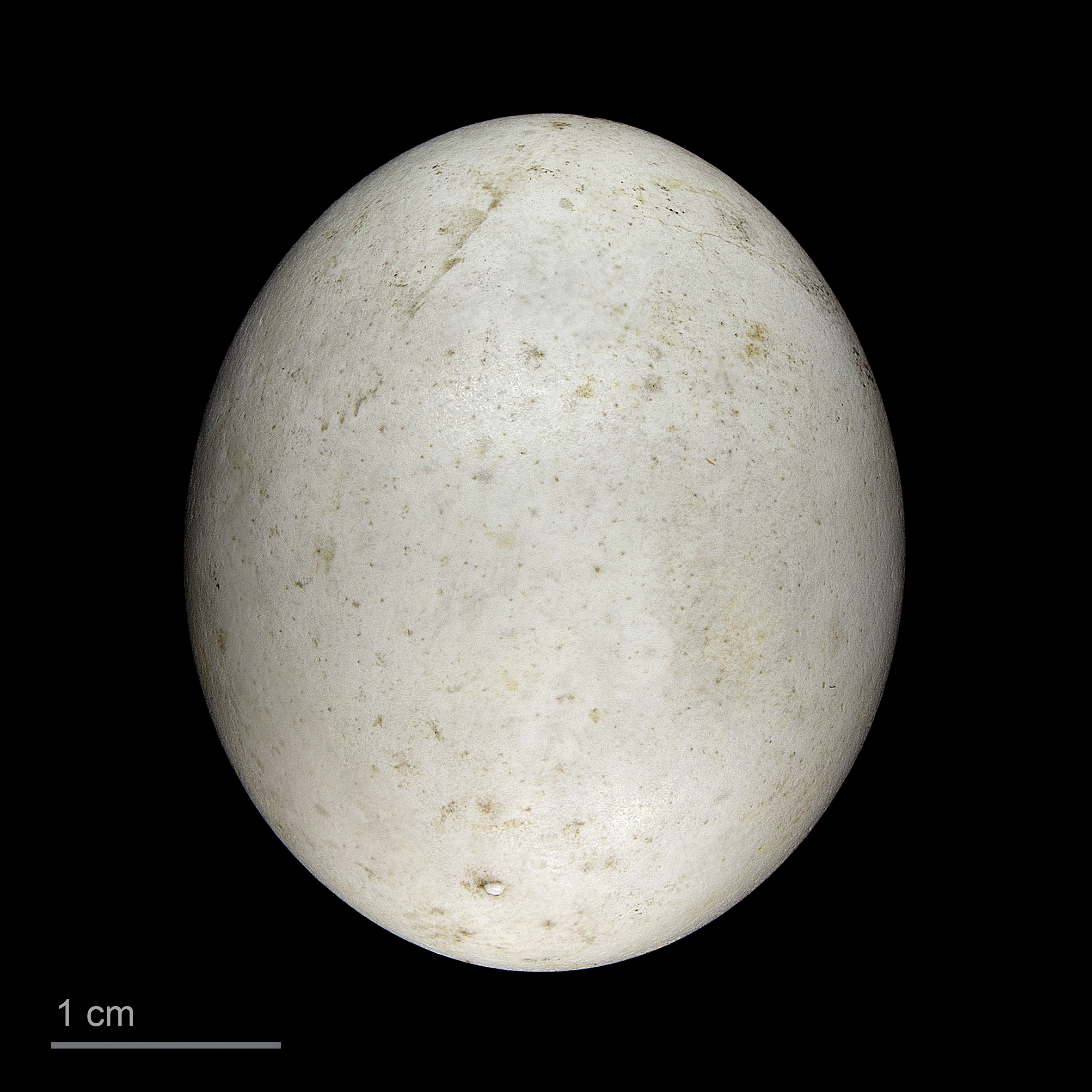
huovo de Glaucidium passerinum - MHNT

El mochuelo alpino o mochuelo chico (Glaucidium passerinum) es una especie de ave rapaz de la familia Strigidae, que se distribuye por el norte boreal de y por las montañas del centro de Europa, así como por Siberia y el norte de China. Su población se estima entre 100.000 y 500.000 ejemplares. Habita en bosques de coníferas o mixtos, teniendo predilección por los bosques viejos de píceas y abetos.

## Taxonomía
Tiene descritas dos subespecies:
- G. p. orientale Taczanowski, 1891 - Desde el este y centro de Siberia hasta Manchuria.
- G. p. passerinum (Linnaeus, 1758) - Escandinavia, montañas de Europa, Siberia, Sajalín y noreste de China.

## Descripción
Es una especie de rapaz muy pequeña, mide entre 15 a 19 cm, y tiene una envergadura alar de entre 32 a 39 cm. Sus partes superiores son de color marrón grisáceo moteado de pequeñas pintas blancas, y por debajo es blanco con un listado marrón. El disco facial, común en muchas rapaces nocturnas, está en este caso poco desarrollado, y en su rostro destacan sus cejas blancas. El joven es parecido al adulto, pero con un dibujo menos marcado, sin las pintas blancas en sus partes superiores.

## Comportamiento
Por lo general es sedentario. No tiene un gran visión en la oscuridad, por lo que sus costumbres son crepusculares. Tiene un vuelo rápido y como el de otros mochuelos muy ondulado, rebotante, al estilo de los pájaros carpinteros. Cría en huecos de los árboles.
Se alimenta de otras aves y de topillos, y a pesar de su pequeño tamaño es capaz de cazar presas de mayor tamaño, como zorzales.